# 주중국 대한민국 대사관 쇠구슬 피격 사건
주중국 대한민국 대사관 쇠구슬 피격 사건(駐中國大韓民國大使館-被擊事件)은 2011년 12월 13일 낮 12시 30분께 중화인민공화국 베이징시 차오양구 소재 주중국 대한민국 대사관에서 발생된 정체 불명의 쇠구슬에 의한 피격 사건을 가리킨다. 이 사건이 중국 당국에서도 큰 화제거리로 알려져 왔으며,
중국 국적을 가진 어선의 불법 조업을 단속하던 대한민국 해경 1명이 중국인 선원에 의해 흉기에 찔려 사망하는 사건과 관련되어 있어, 한중 관계가 한일 관계를 능가하는 갈등이 생겨난 것과도 관련이 있다.

## 사건 경위
1992년 대한민국과 중화인민공화국이 수교한 이래 중국 내 한국 공관에서 쇠구슬에 의해 피격당하는 사건이 터졌던 것으로 보고되었다. 그러나 이 사건이 외부에 의해 공격을 받은 것으로 전해졌으며, 대형 방탄유리에 금이 가고 현장에서 직경 1cm 짜리의 크기를 가진 쇠구슬이 발견됨에 따라, 중국 공안 당국이 수사를 벌이고 있는 중이다. 결과적으로 보면 새총을 대사관에 투척시킨 것으로 보인다.

## 같이 보기
- 주한 일본 대사관 트럭 돌진 사건
- 타이베이 첩운 흉기난동 사건
- 연평도 포격전